# Brna
Brna falu Horvátországban, Dubrovnik-Neretva megyében. Közigazgatásilag Smokvicához tartozik.

## Fekvése
Makarskától légvonalban 45 km-re délre, Korčula városától légvonalban 22, közúton 31 km-re nyugatra, községközpontjától 4 km-re délnyugatra Korčula szigetének közepén, a déli parton egy szépséges öbölben fekszik. Nyugatról a Mali Zaglav-félsziget választja el az Istruga-öböltől, míg a délkeleti részen több, fenyőerdőkkel övezett kavicsos öböl található a területén. A mély és védett Brna-öböl ideális kikötőhely a jachtok és kisebb hajók számára.

## Története
Az emberi élet legrégibb nyomai a község területén az Istruga-öböl közelében fekvő Istruga-barlangból kerültek elő. A Smokvica és Brna között, falutól mintegy 30 percnyi gyalogútra fekvő barlang Korčula szigetének egyik legszebb barlangja. A szigeten élő első ismert nép az illírek voltak, akik az i. e. 2. évezredben jelennek meg. A magaslatokon épített erődített településeken éltek, melyek nyomai Korčula szigetének mintegy harminc pontján találhatók meg. Halottaikat kőből rakott halomsírokba temették, melyek általában szintén magaslatokon épültek. Az illírek i. e. 30-ig uralták a szigetet, amikor Octavianus hadai végső győzelmet arattak felettük. A római légionáriusok a mai Smokvica és Brna környékén is letelepedtek magukkal hozva kultúrájukat, életmódjukat, szokásaikat. A római villagazdaságokban nagy mennyiségű gabonát, olívaolajat, bort, sózott halat és más élelmiszert állítottak elő, melyekkel élénk kereskedelmet folytattak. Ezek a tágas, kényelmesen berendezett épületek központi fűtéssel, díszes mozaikpadlóval, luxustárgyakkal rendelkeztek. Az itteni fényűző életről árulkodnak a díszesen faragott sírkövek is.
Brna a 19. század során Smokvica kikötőjeként fejlődött ki, innen szállították a smokvicai borokat az Adria és a Földközi-tenger térségébe. Neve is a latin „taberna“ szóból származik, mely eredetileg deszkából (tabulae) összerótt kunyhót jelentett, majd később inkább kocsma értelmű lett. Brna a sziget déli részének legbiztonságosabb kikötőjeként idővel már nemcsak Smokvica, hanem más korčulai települések kereskedelmi kikötőjeként is szolgált. 1860-ban az osztrák tengerészeti hatóság kiépíttette a brnai partszakaszt, ahonnan ekkor már évente több, mint kétszáz hajó hajózott ki és be. A fő szállítmányok a bor, az olívaolaj, a fenyőfakéreg, a hajóépítéshez használt fenyőfaanyag és a tűzifa voltak. 1918-ban az új szerb-horvát-szlovén állam, majd később Jugoszlávia része lett. A második világháború idején 1941 és 1943 között olasz megszállás alatt volt. Az 1960-as évektől az egykori halásztelepülés lakói egyre inkább a turizmusra és a vendéglátásra tértek át. Megalakult a helyi turisztikai iroda, mely magánszállások közvetítésével foglalkozott Brna és Smokvica területén. A megnövekedett vendégszám a szállások kapacitásának növelését tette szükségessé. 1971-ben felépítették a Feral szállodát, mely a 2005-ös korszerűsítés után mát négycsillagos szállodaként működik. Az öböl közepén emelkedő magaslaton 1974-ben felépítették a Szent István kápolnát. 1993-ban az újonnan alapított Smokvica község része lett. Lakói ma már a turizmusból élnek.

## Nevezetességei
A Szent István kápolnát 1974-ben építtette fogadalomból Stipe és Žuva Oreb.